# 麥克法蘭公司
麥克法蘭公司（英文：McFarland & Company, Inc.）是一家總部位於美国北卡罗来纳州傑斐遜的出版公司，成立於1979年，主要出版学术期刊、專著和參考書。
根據美國週報《Mountain Times》在2007年的報道，麥克法蘭公司每年出版約275部學術專著和參考書，2015年的相關報道則顯示該數量已達到約350部。

## 期刊列表
麥克法蘭公司出版的学术期刊如下：
- 《棒球：早期賽事期刊》（Base Ball: A Journal of the Early Game）– 主題為棒球的早期歷史，即棒球從起源之初到1920年間的相關賽事[8]
- 《黑球：黑人聯盟期刊》（Black Ball: A Journal of the Negro Leagues）– 主題為黑人棒球，包括黑人大联盟和小联盟，以及黑人联盟形成之前的黑人棒球赛[8]
- 《線索：偵查期刊》（Clues: A Journal of Detection）– 主題為印刷品、電視及電影中的各類神秘故事和偵探故事[8]
- 《信息倫理學期刊》（Journal of Information Ethics）– 主題為信息伦理学和信息科学[7]
- 《領土與海事研究期刊》（Journal of Territorial and Maritime Studies）– 主題為全球领土与海事问题[9][8]
- 《評論》（North Korean Review）– 主題為北韓的“複雜性及其對全球穩定的威脅”[8]

## 外部連結
- 官方网站